# Jonathan Silverman

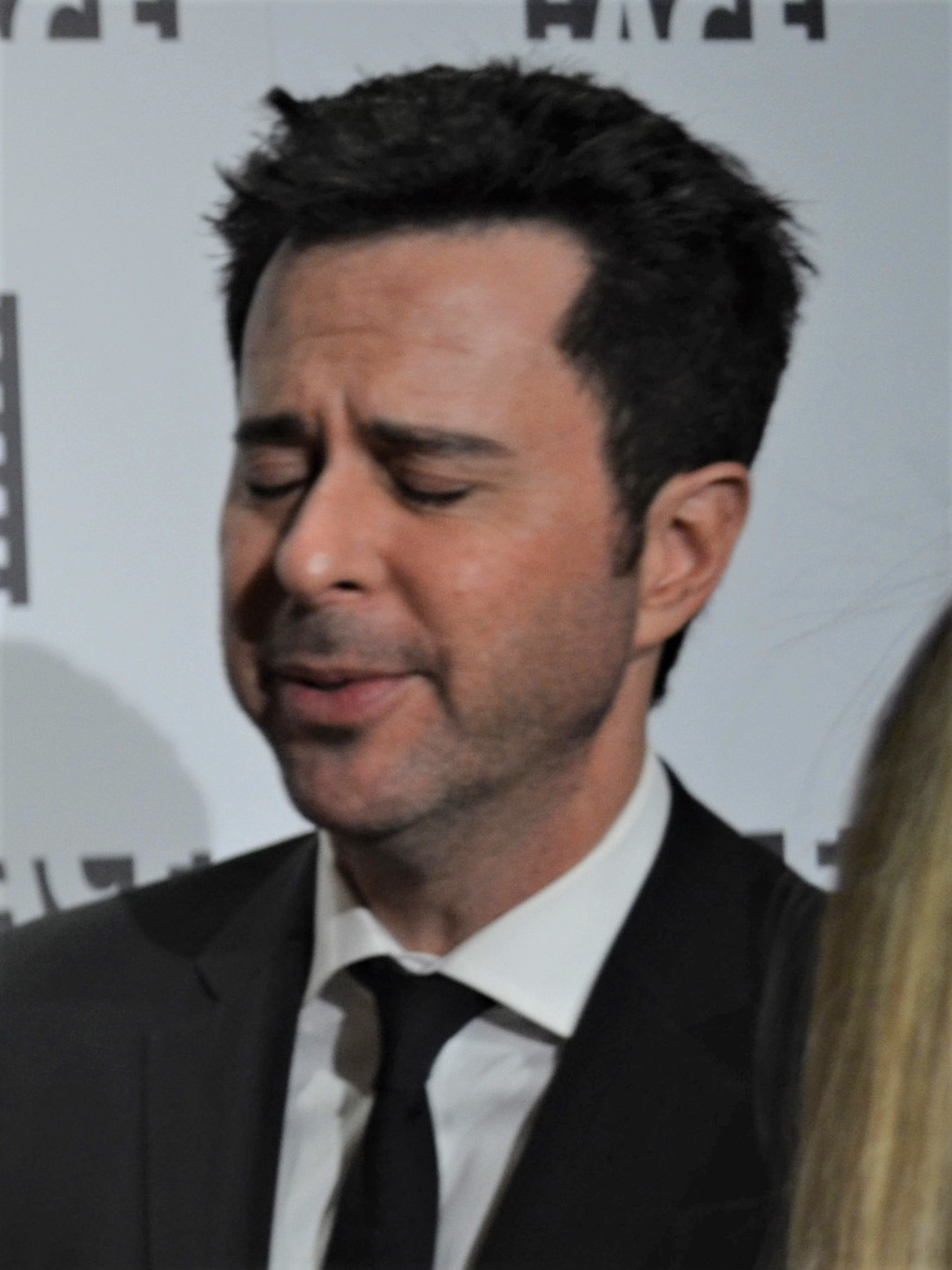
Jonathan Silverman (2012)

Jonathan Elihu Silverman (* 5. August 1966 in Los Angeles) ist ein US-amerikanischer Schauspieler.

## Leben
Silverman wurde als Sohn jüdischer Eltern geboren. Schon in seiner Kindheit wollte er Schauspieler werden und da er auch nah am Filmgeschäft wohnte, verwirklichte er dies. So bekam er 1983 seine erste Rolle und spielt seitdem ab und zu in verschiedenen TV-Projekten mit, er hatte unter anderem einen Gastauftritt in CSI: Miami. Seine wohl bemerkenswerteste und längste Rolle war die des Single-Schriftstellers Jonathan Elliot in der populären, aber kurz-dauernden Sitcom Ein Single kommt immer allein, die er von 1995 bis 1997 verkörperte. Sein Schaffen umfasst mehr als 100 Film- und Fernsehproduktionen.
Silverman lernte an Weihnachten 2004 seine Schauspielkollegin Jennifer Finnigan kennen, mit der er seit dem 7. Juni 2007 verheiratet ist.

## Filmografie (Auswahl)
- 1983: Brighton Beach Memoirs
- 1984–1986: Gimme a Break! (Fernsehserie, 16 Folgen)
- 1988: Caddyshack II
- 1989: Immer Ärger mit Bernie (Weekend at Bernie’s)
- 1992: Broadway Familie (Broadway Bound)
- 1992: Noch mehr Ärger mit Jack (For Richer, for Poorer, Fernsehfilm)
- 1992: Immer Ärger mit Robbie (Little Sister)
- 1993: 12:01
- 1993: Wieder Ärger mit Bernie (Weekend at Bernie’s II)
- 1994: Little Big Boss (Little Big League)
- 1995–1997: Ein Single kommt immer allein (The Single Guy, Fernsehserie, 43 Folgen)
- 1998: Immer noch ein seltsames Paar (The Odd Couple II)
- 1999: Willkommen in Freak City (Freak City, Fernsehfilm)
- 2000: The Inspectors – Zerrissene Beweise (The Inspectors 2: A Shred of Evidence)
- 2004: CSI: Miami (Fernsehserie, Folge 3x03)
- 2008: Beethovens großer Durchbruch (Beethoven’s Big Break)
- 2009: Psych (Fernsehserie, Folge 3x14)
- 2010: Jack’s Family Adventure
- 2011: White Collar (Fernsehserie, Folge 3x05)
- 2011: Swinging with the Finkels
- 2013: Crawlspace
- 2014: Beethoven und der Piratenschatz (Beethoven’s Treasure Tail)
- 2014: The Hungover Games
- 2016: Castle (Fernsehserie, Folge 8x19)
- 2018: Scandal (Fernsehserie, Folge 7x11)
- 2019: Nick für ungut (No Good Nick, Fernsehserie, 5 Folgen)